# Ca de bestiar

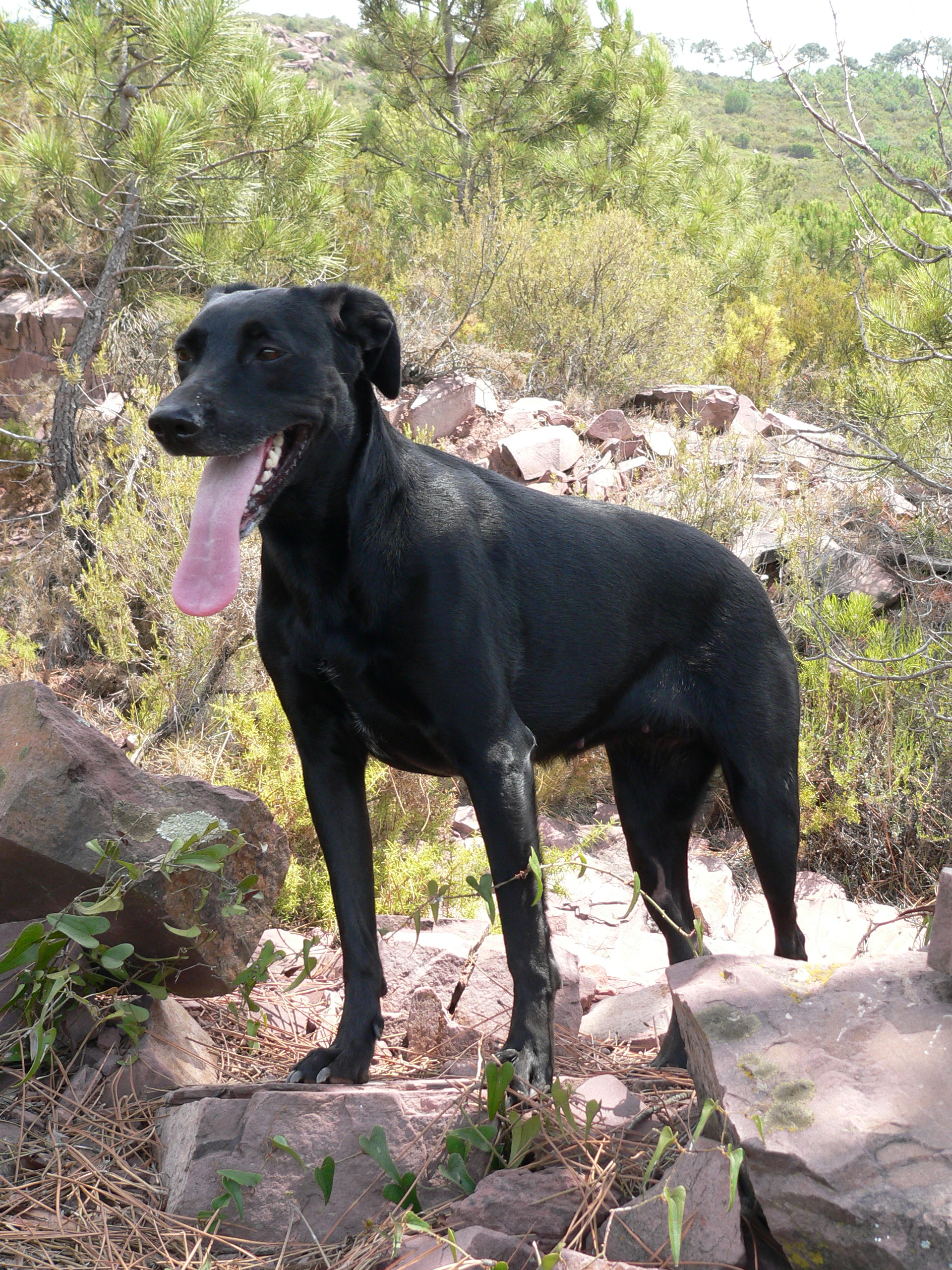
Ca de bestiar

El ca de bestiar mallorquí és un ca de pastor originari de l'illa de Mallorca i des de molt antic fou emprat com a gos pastor per a tota mena de bestiar, fins i tot aviram, i com a guarda i defensa a les cases de possessió. Si bé es desconeix el moment de la seva arribada, algunes suposicions apunten que va venir o bé amb la conquesta del rei Jaume I o poc després d'aquesta, i al llarg dels segles els pastors i foravilers mallorquins li conferiren unes característiques molt pròpies i diferenciades no tan sols d'altres cans illencs, sinó també dels seus veïnats de la rodalia mediterrània.
A la dècada de 1970 es va començar la seva selecció i cria controlada, i ja l'any 1980 es va redactar l'estàndard per fixar les característiques i poder tenir una referència vàlida tant per a la valoració com per a l'assessorament en la reproducció, tanques dutes a terme pel Club del Ca de Bestiar i que ha suposat una peça fonamental per la seva recuperació. Aquest prototip racial va ser acceptat per la RSCPFRCE (Real Sociedad central para el Fomento de las Razas Caninas de España) i també reconegut pel màxim organisme mundial: la Federació Cinològica Internacional (FCI) al dia 13 de setembre de 1982 amb el num. 321, classificant-lo com a grup 1r, secció 1a, cans de pastor.
El negre és el color reconegut per l'estàndard, però no és l'únic. Hi ha varietats de peus blancs, collarats, faldes vermelles i tigrats. D'aquest últim s'està duent a terme actualment un programa de cria i recuperació.

## Morfologia
La inserció de la cua és horitzontal, de secció circular, més gruixuda a la base. No es talla. Ha de ser llarga fins al turmell, però sense arribar a tocar el terra. Només s'admet el mantell de color negre. El blanc s'accepta solament en el pit, normalment com una "corbata". Hi ha dues varietats de pèl, una de llarg i una altra de curt: el curt està enganxat a la pell, i mesura entre 1,5 i 3 cm, el llarg és lleugerament ondulat, suau i bastant espès, molt resistent a la humitat, etc. Els ulls són petits, ni enfonsats ni sortits. Lleument oblics i vivaços. Són de color mel, i varien del clar al fosc. Els ulls són molt expressius i de mirada intel·ligent i una mica malenconiosa. El cap és massís, però no pesant. L'eix crani-facial és lleugerament divergent. La longitud del musell és igual a la del crani, i alhora la longitud total del cap és igual a la del coll. Crani amb perfil subconvex. Depressió nasofrontal marcada, amb inclinació gradual. El morro és llarg i fort, mai acabat en punta i la tòfona és negra. El paladar és rosa, i en teoria les taques negroses en el paladar i en les genives són un símptoma de puresa. Les dents són molt fortes i es tanquen en tisora.

## Caràcter
És bàsicament un ca pastor, però la seva fidelitat i intel·ligència li permeten desenvolupar tasques de vigilància i/o defensa. Ha estat apreciat a Mallorca des de sempre per les seves qualitats pastorals i la seva resistència física. És molt afectuós i fidel a la persona que considera amiga, tot i que cal guanyar-se la seva estima tractant-lo bé i fent-lo fer molt exercici. D'altra banda, no sol acceptar ordres d'aquell a qui no considera el seu amo (i moltes vegades tarda a acceptar-les fins i tot d'aquest). Sol sospitar dels estranys, i sempre està atent i vigilant. És una raça molt independent, habituada a estar a l'aire lliure, i que requereix molt exercici físic i dedicar temps a la seva educació. És afectuós amb els nens, i bastant pacient amb ells.